# Frankfurt Universe
Frankfurt Universe je klub američkog nogometa iz Frankfurta osnovan 2007. Boja dresova je ljubičasta i narančasta. Član je najvišeg razreda lige u američkom nogometu u Njemačkoj - German Football League. Frankfurt Universe je nasljednik Frankfurt Galaxy.

## Uspjesi
EFL Bowl
- prvak: 2016.

German Bowl
- finalist: 2018.

Eurobowl
- finalist: 2017., 2018.

GFL 2 - Jug
- prvak: 2015.

Oberliga Hessen/Rheinland-Pfalz/Saar/Thüringen
- prvak: 2009.

## Poveznice
- (njemački) službene stranice
- (njemački) German Football League
- (njemački) football-history.de  Arhivirana inačica izvorne stranice od 28. rujna 2017. (Wayback Machine)
- European Football League